# Jerzy Skucha
Jerzy Skucha (ur. 17 października 1948 w Proszowicach) – polski lekkoatleta, doktor nauk matematycznych, działacz sportowy i trener. Prezes PZLA w latach 2009–2016.

## Życiorys
W młodości uprawiał konkurencje biegowe. W latach 1970–1998 pracował jako trener biegaczy w warszawskiej Skrze. Od 1988 do 1994 szef bloku sprintu Polskiego Związku Lekkiej Atletyki. W latach 1997–2004 był kierownikiem szkolenia PZLA. Między 2001 a 2004 członek zarządu związku. W Ministerstwie Sportu i Turystyki był koordynatorem szkolenia olimpijskiego. Od 1971 pracownik naukowy Wydziału Matematyki i Nauk Informacyjnych Politechniki Warszawskiej (stopień naukowy doktora).
10 stycznia 2009 został wybrany – w pierwszej turze – nowym prezesem PZLA. Po 3 latach kadencji Skucha został wybrany ponownie prezesem PZLA 10 października 2012 roku. W wyborach pokonał (także w I turze) Henryka Olszewskiego stosunkiem głosów 51:30.
W dniu 19 listopada 2016 podczas wyborów na prezesa PZLA ubiegał się o reelekcję, lecz przegrał z Henrykiem Olszewskim stosunkiem głosów 59:30.
W 2019 został odznaczony Krzyżem Oficerskim Orderu Odrodzenia Polski.